# Alcis gomphica
Alcis gomphica är en fjärilsart som beskrevs av Eugen Wehrli 1943. Alcis gomphica ingår i släktet Alcis och familjen mätare. Inga underarter finns listade i Catalogue of Life.